# Karlbergs station

Karlbergs station war ein Durchgangsbahnhof der schwedischen Hauptstadt Stockholm im Stadtteil Vasastaden. Im Winter 2016 stiegen an einem normalen Werktag 15.900 Pendler hier zu. Damit war sie nach Passagieraufkommen die drittgrößte Pendeltågstation.

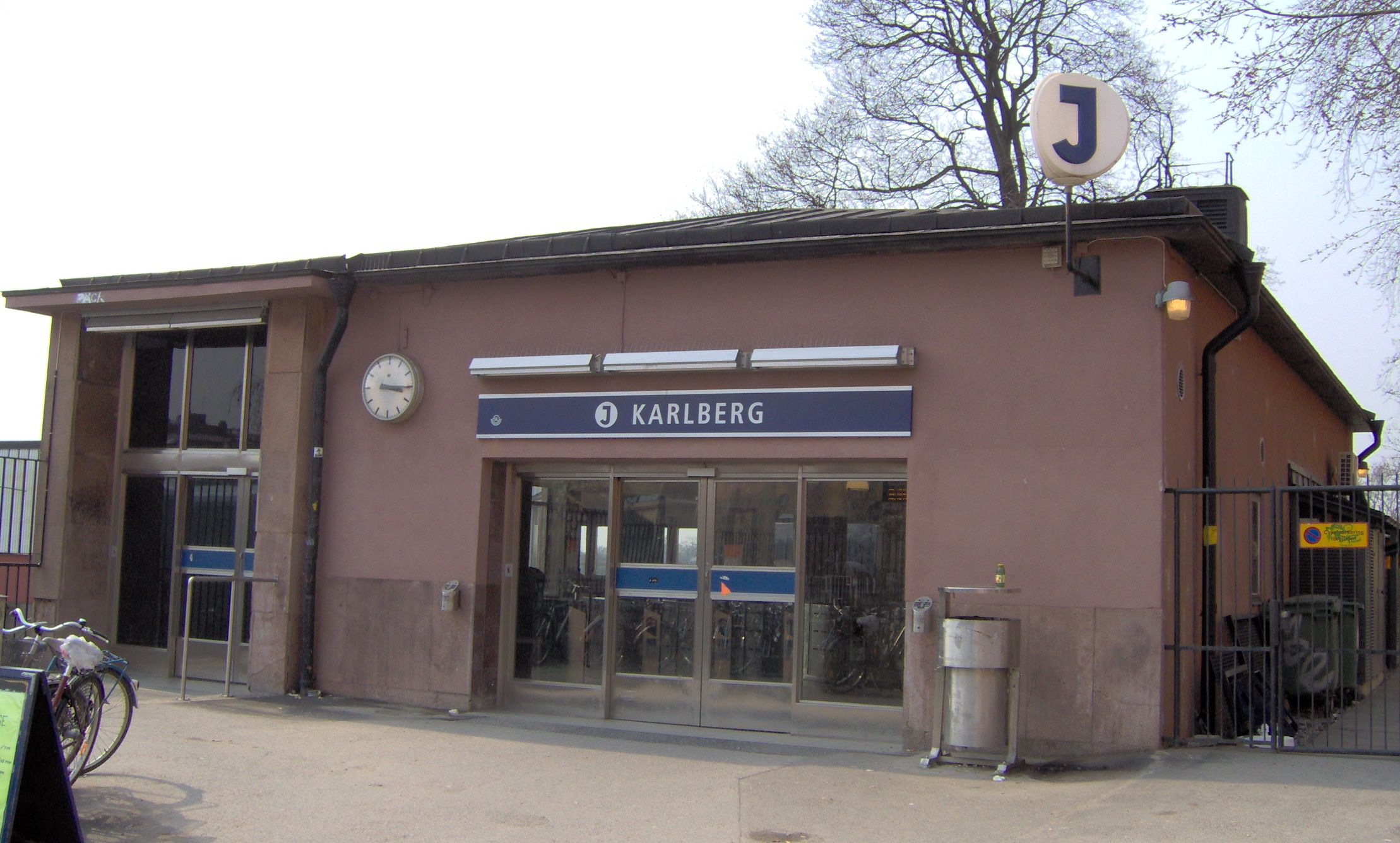
Der Eingang zur Station

## Geschichte
Der ehemalige erste Bahnhof wurde am 3. November 1882 eröffnet. Der hier beschriebene Bahnhof wurde 1932 eröffnet und verfügt über zwei Mittelbahnsteige und vier Gleise. Benannt ist der Bahnhof nach dem naheliegenden Schloss Karlberg. Es bestand die Möglichkeit an der etwa 500 m entfernten Station St. Eriksplan in die Gröna linjen der Tunnelbana umzusteigen.
Seitdem der Citybanan-Tunnel am 10. Juli 2017 in Betrieb ging, werden alle Pendeltåg-Züge unterirdisch über die Station Odenplan geführt. Da an der Karlbergs station erstmal keine anderen Züge halten, wurde sie geschlossen.
Zunächst gab es Pläne, den Bahnhof dauerhaft für gewisse Regionalzüge zu nutzen.
Aufgrund geringen Interesses seitens der Eisenbahnverkehrsunternehmen wurden diese verworfen. Stattdessen wird der Bahnhof in den nächsten Jahren zunächst als Reservebahnhof bestehen, um im Störungsfall oder bei Kapazitätsproblemen Züge wenden zu können. Endgültig wird die Frage 2018 im Zusammenhang mit dem nationalen Transportplan geklärt.
Am 14. November 2017 wurde die Station nachmittags noch einmal geöffnet, weil aufgrund einer Signalstörung die Citybanan nicht befahren werden konnte und die Züge stattdessen über die alte Strecke, also via Centralen und Karlberg umgeleitet werden mussten.